# Destination Bulgaria
Destination Bulgaria e седмично радио шоу, излъчвано по американското онлайн радио Party107. Продуцира се от българския транс DJ Katsarov. Предаването се излъчва всяка неделя от 18:00 часа.

## История на излъчването
Първият епизод на Destination Bulgaria е излъчен на 29 септември 2006 г. по американското радио SenseGenerateFM. До февруари 2007 г. радиопредаването е в едночасов формат, включващ едночасов микс от Katsarov или 30-минутен гост микс от най-добрите DJ в света.
На 4 февруари 2007 г. форматът на радиопредаването се променя на двучасов (има и специални тричасови издания) – 1 час микс от Katsarov и 1 час гост микс от някои от най-добрите DJ в света. През 2007 г. в Destination Bulgaria гостуват със своите гост миксове световноизвестни имена, лидери в електронната музика, като Ronski Speed, Perry O'Neil, Tenishia, Harry Lemon, Andrew Bennett, Sean Tyas, Niklas Harding, Edgar V, Mike Koglin, Mat Zo, Leon Bolier и др.
През януари 2008 г. в предаването се извършват радикални промени. Радиото, което излъчва предаването, е сменено – от Sense.FM на Party107. Шоуто запазва двучасовия си формат с опцията за специални тричасови издания. Някои от големите световноизвестни DJ, които са участвали с гост миксове през 2008 г., са Мат Дари, Майк Коглин, Марсел Уудс, Гарет Емери, Оржан Нилсен, Виктор Динеър, Пол Милър, Маркус Шосоу, Марко В, Веселин Тасев, Марк Норман, Леон Болиер, Дейв Дрезден, Джъдж Джулс, Стийв Портър, Агнели и Нелсън и др.

## Подробности за предаването
Понякога в миксовете на Katsarov е включена категорията Classic Of The Week – специално избрано парче, което е от по-старите, златни транс хитове.